# Gonomyia triformis
Gonomyia triformis là một loài ruồi trong họ Limoniidae. Chúng phân bố ở miền Tân bắc.